# 邮件列表
邮件列表又称邮寄清单、郵遞論壇、邮寄列表、通信論壇或郵件論壇等（英語：Mailing list），是电子邮件服务的特殊应用，该列表可以由个人或组织运作，表中收集了用户名和电子邮件地址，由此可以将消息同时发给多位收件人，其功能与即时通讯软件或社交网站中的群组相似。
邮件列表一般分两种：公告型和讨论型（讨论组）。公告型邮件列表被用来单向发送报纸、杂志、广告等，更接近邮件列表的最初含义，以前这些出版物都是通过邮局投递的，但是伴随着电子邮件服务的兴起，公告型邮件列表开始流行起来；讨论型邮件列表（讨论组）允许表中用户自行向列表发送消息，发送的消息会被所有成员看见。